# Реформация во Франции
Реформа́ция во Франции (от лат. reformatio — исправление, восстановление) — массовое религиозное и общественно-политическое движение во Франции XVI века, направленное на реформирование Католической церкви в соответствии с её первоначальными традициям.
Приверженцев кальвинизма во Франции называли гугенотами. В отличие от многих других стран Европы, они не занимали строго определённой географически территории; очаги кальвинизма были рассеяны по всей территории страны. Это обусловливало особенно ожесточённый, братоубийственный характер Религиозных войн во Франции.

## Предыстория
Еще в XV веке во Франции появилась Галликанская церковь. В 1516 году (за год до Реформации) был заключен Болонский конкордат, делавший французского короля фактическим главой католической церкви на территории Франции, при этом Папа Римский сохранял формальное верховенство. Поэтому борьба против католицизма во Франции не могла копировать немецкие образцы. Борьба против Церкви означала борьбу против короля.

## Начало Реформации во Франции
В 1523 году парижский профессор Якоб Фабер перевёл Новый Завет на французский язык, однако он еще не выступил с критикой папства. Его деятельность воспринималась скорее как продолжение ренессансного гуманизма в духе либерального католицизма. Впервые с критикой католицизма выступил Гильом Фарель в 1526 году, познакомившись с швейцарским протестантизмом в версии Цвингли. Французский король Франциск I поначалу терпимо относился к деятельности реформаторов, среди которых был и Жан Кальвин. 
В 1532 году к Реформации присоединились вальденсы, которые имели репутацию еретиков. В 1534 году в предвестии кризиса в Париже появились листовки, грубо критиковавшие мессу. 29 января 1535 года в Париже были сожжены шесть протестантов. Для борьбы с протестантами была учреждена Огненная палата. Часть реформатов бежала в Швейцарию (Фарель, Кальвин), часть на юго-запад в автономное королевство Наварра (Якоб Фабер), которое к 1560 году стало оплотом протестантизма во Франции. Некоторые гугеноты пытались найти спасения в колониях (Антарктическая Франция, Французская Флорида).

## Галликанское исповедание
В мае 1559 года гугеноты провели в Париже синод, на котором приняли Галликанское исповедание. Спустя месяц в результате несчастного случая на рыцарском турнире погиб Генрих II, после смерти которого соперничество аристократических кланов Гизов из Лотарингского дома и Бурбонов за влияние на его слабых сыновей стало всё чаще приобретать религиозный оттенок. Дом Гизов был настолько католическим, что выступал за привлечение испанской помощи, а семейство адмирала Колиньи настолько гугенотским, что ратовало за привлечение англичан и даже немцев. При несовершеннолетнем Франциске II Гизы были близки к власти, поскольку матерью супруги короля, Марии Стюарт, была Мария де Гиз. Гугеноты, предвидя репрессии, вынашивали план Амбуазского заговора (1560), предполагавшего убийство лидеров партии Гизов и захват власти домом Бурбонов. Заговор провалился, однако впоследствии Бурбоны стали править Францией, отказавшись от кальвинизма в пользу католицизма.

## Религиозные войны

Распространение протестантизма во Франции на рубеже XVI-XVII вв.: кальвинизм (фиолетовый), лютеранство (синий)

В 1560 году Франциск II умер, и ему наследовал его младший брат, 10-летний Карл IX. Королева-мать, Екатерина Медичи, взяла на себя власть и попыталась предотвратить религиозную войну, гарантировав гугенотам ограниченную веротерпимость в строго определенных регионах (эдикт 1562 года). 
Когда герцог Франциск де Гиз обнаружил гугенотов, отправлявших богослужение за пределами установленных границ, он открыл огонь, устроив бойню в Васси 1 марта 1562 года, что послужило началом Гугенотских войн. Гугенотов возглавил принц крови Луи Конде из дома Бурбонов. Кальвин выказал ему поддержку. Начались боевые действия, в ходе которых гугенот Конде захватил Орлеан и подступил к Парижу, но в битве при Дрё был разбит и попал в плен. Позже Франциск де Гиз был застрелен гугенотом Жаном де Польтро. В 1563 году был заключен Амбуазский мир. В 1567 году религиозные войны возобновились в связи с резнёй католиков в Ниме. В 1571 году синод гугенотов состоялся в городе Ла-Рошель. В синоде приняли участие 18-летний Генрих Наваррский и его мать Жанна.

## Варфоломеевская ночь
В конце десятилетнего периода безрезультатной вражды Екатерина Медичи предприняла вторую попытку примирения, скрепив её браком Генриха Наваррского, сына Жанны д’Альбре и надежды гугенотов, со своей дочерью Маргаритой Валуа, католичкой. Вожаки всех партий прибыли на свадьбу в Париж. Герцог Гиз предпринял неудачное покушение на Колиньи. Затем Гиз, с молчаливого согласия Екатерины и её сына Карла, охваченного паникой, попытался убить всех лидеров гугенотской партии во время резни в Варфоломеевскую ночь в августе 1572 года. За этим последовали кровавые бойни в провинциях, в которых погибло до 30 тыс. гугенотов. Во время погромов вождя гугенотов Колиньи убил чешский наемник Диановиц.

## День баррикад
В 1574 году Карла IX сменил на троне его брат, Генрих III. Поскольку все дети Генриха III умерли, его наследником становился кальвинист Генрих Наваррский. Аристократический клан Гизов создал Католическую лигу (1576). В 1585 году папа Сикст V лишил Генриха Наваррского права на престолонаследие. Генрих III заключил союз с Генрихом Наваррским, а Генрих Гиз решил бороться со сложившейся ситуацией военными методами и ввел войско в Париж, однако не смог ни о чем договориться с парижанами. 12 мая 1588 года вошел в историю как День баррикад, вызванный восстанием католиков в Париже против короля Генриха III. В октябре 1588 года в Париже были созваны Генеральные Штаты, которые приняли решение прервать войну. Генрих Гиз не согласился на это, за что был убит по приказу Генриха III, который, однако, вскоре тоже был лишен жизни фанатичным католиком Жаком Клеманом.

## Нантский эдикт
В 1590 году войска Генриха Наваррского три месяца осаждали Париж, за стенами которого скрывались представители Католической лиги. Противостояние закончилось тем, что Генрих Наваррский согласился принять католицизм (произнеся при этом легендарную фразу «Париж стоит мессы») и в феврале 1594 года был коронован под именем Генриха IV. Чтобы восстановить в стране мир и ослабить анти-абсолютистские силы, в 1598 году он издал Нантский эдикт, который предоставлял гугенотам свободу совести (по-прежнему, правда, не во всех регионах) и право на полноправное участие в общественной жизни. В 1610 году Генрих Наваррский был заколот католиком Равальяком

## Гугенотские восстания
В 1620 году восстали гугеноты Ла-Рошеля, что вызвало осаду города королевскими войсками. В осаде города принимал участие и французский философ Рене Декарт. 
Эдикт был отменен только в 1685 году королем Людовиком XIV, находившимся под влиянием иезуитов. Власти развернули гонения на протестантов (Драгонады), что привело к массовому исходу гугенотов из Франции.